# Las Toscas (Canelones)
Las Toscas és un balneari del sud de l'Uruguai, ubicat al departament de Canelones. Forma part de la Costa de Oro.

## Geografia
Las Toscas es troba al sud del departament de Canelones, al sector 17, més precisament entre els balnearis d'Atlántida i Parque del Plata. S'ubica al km 49 de la Ruta Interbalneària.

## Població
Segons les dades del cens de 2004, Las Toscas tenia una població de 2.222 habitants.
| Any  | Població |
| ---- | -------- |
| 1963 | 594      |
| 1975 | 899      |
| 1985 | 1.093    |
| 1996 | 1.793    |
| 2004 | 2.222    |

Font: Institut Nacional d'Estadística de l'Uruguai